# Racetrack Records
La Racetrack Records è un'etichetta discografica statunitense, uno studio di registrazione, e una società di produzione discografica fondata da Vin Diesel, interamente di proprietà della One Race Films. Attualmente è la casa discografica di artisti come Buddy Klein e Subnoize Souljaz.